# ウニクス高崎
ウニクス高崎（ウニクスたかさき 英語表記:UNICUS Takasaki）は、群馬県高崎市に所在するネイバーフッド型ショッピングセンター（NSC）である。運営は株式会社ウニクス。
スーパーマーケットのヤオコーを核テナントとして2008年（平成20年）11月27日、高崎木材市場跡地にオープンした。

## 施設概要
市街地に立地し、中規模・低層の生活密着型ショッピングモールとなっている。
- 所在地　〒370-0069 群馬県高崎市飯塚町1150-5
- 運営管理　株式会社ウニクス
- 開店日　2008年11月27日
- 建物　地上2階建
- 敷地面積　19,256m²
- 延床面積　9,970m²
- テナント数　21
- 駐車場　352台収容可能（無料）
- 営業時間　9:00 - 22:00（ヤオコー）

## 主要テナント
出店テナントおよび営業時間の詳細は公式サイト「ショップガイド」を参照。
- ヤオコー 高崎飯塚店
- スギ薬局 高崎飯塚店
- ブックマンズアカデミー 高崎店
- ザ・ダイソー ウニクス高崎店
- 高崎カルチャーセンター

## アクセス

### 自家用車
- 関越自動車道高崎インターチェンジより群馬県道27号高崎駒形線を高崎方面へ直進、文化会館前の交差点を右折。
- 関越自動車道前橋インターチェンジより国道17号を高崎方面へ直進、問屋町入口交差点を左折。

### 鉄道
- 信越本線 北高崎駅下車、徒歩約10分

### 路線バス
最寄りのバス停留所は県営住宅前である。
- 群馬バス
  - イオンモール高崎および榛東村役場ゆき：高崎駅（西口） - 県営住宅前
- 高崎市内循環バスぐるりん
  - 群馬線：高崎駅（西口） - 県営住宅前
  - 大八木線：高崎駅（西口） - 県営住宅前